# ژوانگزی

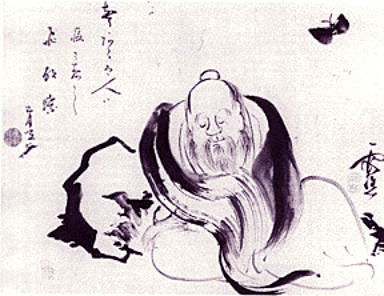
تصویری از چوانگتسی در رؤیای یک پروانه (یا پروانه‌ای در رؤیای چوانگتسی)

ژوانگزی (به انگلیسی: The Zhuangzi)؛ چینی :莊子) یا چوانگ‌تسو که رومی شده‌است، فیلسوف چینی پرنفوذی بود که در حدود سدهٔ چهارم پیش از میلاد مسیح و در عصر دولت‌های متخاصم می‌زیست. او را استاد چوانگ نیز می‌خوانند.
برخی او را نخستین آنارشیست جهان می‌دانند زیرا در گفته‌هایش از بی‌نیازی به دولت سخن رفته‌است.